# Carcelia vernalis
Carcelia vernalis là một loài ruồi trong họ Tachinidae.